# Phenacophragma
Phenacophragma es un género de foraminífero bentónico de la familia Mayncinidae, de la superfamilia Nezzazatoidea, del suborden Nezzazatina y del orden Lituolida. Su especie tipo es Phenacophragma assurgens. Su rango cronoestratigráfico abarca el Albiense (Cretácico inferior).

## Discusión
Clasificaciones previas incluían Phenacophragma en la superfamilia Lituoloidea, así como en el suborden Textulariina del orden Textulariida, o en el orden Lituolida sin diferenciar el suborden Nezzazatina.

## Clasificación
Phenacophragma incluye a las siguientes especies:
- Phenacophragma assurgens †
- Phenacophragma beckmanni †
- Phenacophragma elegans †